# Turbine à vapeur
Ne doit pas être confondu avec Machine à vapeur.

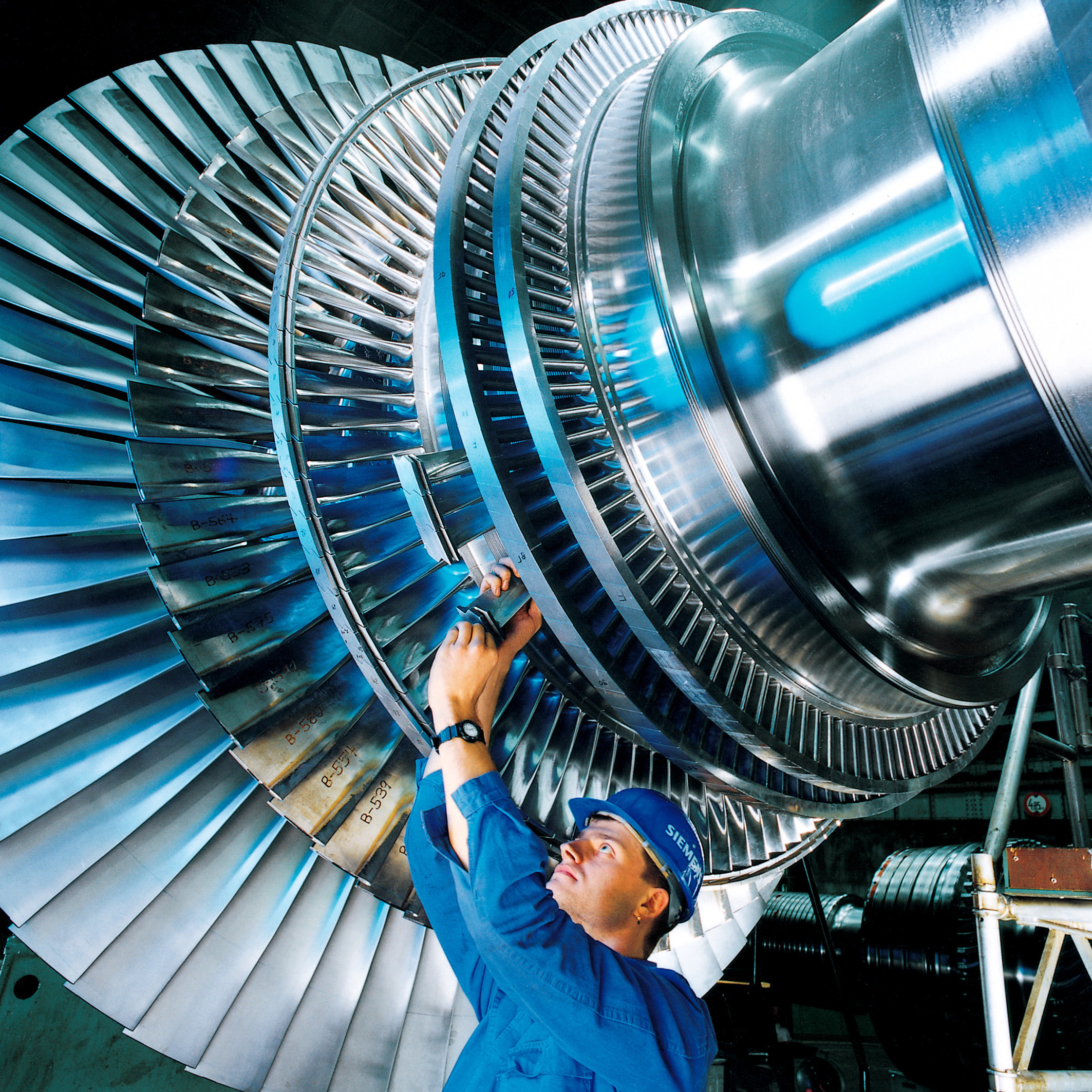
Le rotor d'une turbine à vapeur moderne utilisée dans une centrale électrique.

Une turbine à vapeur est une machine qui extrait l'énergie thermique de la vapeur sous pression et l'utilise pour produire un travail mécanique de rotation de l'arbre de sortie. La version moderne fut inventée par Sir Charles Parsons en 1884,.
Parce que la turbine génère un mouvement de rotation, elle est particulièrement bien adaptée pour entraîner un générateur électrique ;– environ 90 % de la production d'électricité aux États-Unis (1996) était faite en utilisant des turbines à vapeur. La turbine à vapeur est une forme de machine thermique qui doit une grande partie de l'amélioration de son efficacité thermodynamique à l'utilisation de plusieurs étages dans l'expansion de la vapeur, ce qui se traduit par un résultat proche du processus de détente réversible idéale.

## Histoire

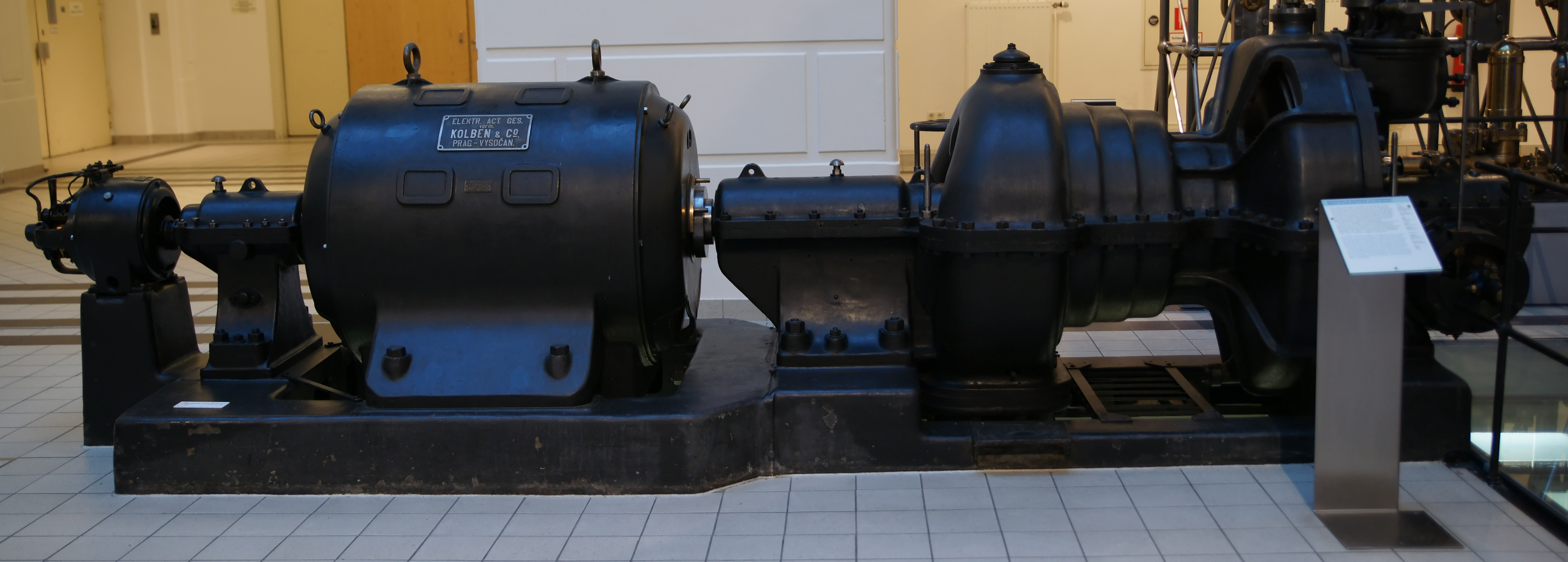
Une turbine à vapeur industrielle de 1910 (à droite) directement reliée à une génératrice (à gauche).

Le premier appareil qui peut être classé comme turbine à vapeur n'était guère plus qu'un jouet, le classique Éolipyle, décrit au Ier siècle par le mathématicien grec Héron d'Alexandrie en Égypte romaine,. En 1551, Taqi al-Din en Égypte ottomane décrit une turbine à vapeur dont l'application pratique est la rotation d'une broche.[réf. nécessaire] Les turbines à vapeur ont également été décrites par l'italien Giovanni Branca (1629) et par John Wilkins en Angleterre (1648). Les dispositifs décrits par Taqi al-Din et Wilkins sont aujourd'hui connus comme des tournebroches à vapeur. En 1672, une voiture à turbine à impulsion fut conçue par Ferdinand Verbiest. Une version plus moderne de cette voiture a été produite peu de temps après, à la fin du XVIIIe siècle par un mécanicien inconnu allemand.
La théorie des turbines voit le jour avec les travaux de Segner et d'Euler, qui y consacre deux communications. À la vapeur utilisée dans l'éolipyle, Segner substitue de l'eau, réalisant ainsi le prototype de la turbine hydraulique.
La turbine à vapeur moderne fut inventée en 1884 par Sir Charles Parsons, dont le premier modèle était relié à une dynamo qui générait 7,5 kW (10 ch) d'électricité. L'invention de Parsons rend possible l'électricité bon marché et abondante, et a révolutionné le transport maritime et la marine de guerre. Le modèle de Parsons est du type à réaction. Sa licence est brevetée et sa turbine est améliorée peu de temps après par un Américain, George Westinghouse. La puissance des turbines Parsons s'est également avérée être extensible à grande échelle. Parsons a eu la satisfaction de voir son invention adoptée par toutes les grandes centrales de ce monde, et la taille des génératrices a augmenté depuis la première de 7,5 kW jusqu'à des unités de 50 000 kW de capacité. Pendant la vie de Parson, la capacité de production d'une unité a été multipliée par environ 10 000, et la puissance totale des génératrices construites par son cabinet C. A. Parsons and Company et par leurs titulaires, à des fins terrestres uniquement, avait dépassé les trente millions de chevaux-vapeur.
Un certain nombre d'autres variantes de turbines ont été développées pour travailler efficacement avec la vapeur. La turbine de Laval (inventée par Gustaf de Laval) accélérait la vapeur d'eau à pleine vitesse avant de l'envoyer vers des aubes de turbine. La turbine à impulsion de Laval est plus simple, moins coûteuse et n'a pas besoin d'être aussi résistante à la pression. Elle peut fonctionner avec de la vapeur sous pression, mais est nettement moins efficace. Auguste Rateau développa une turbine à pression à impulsion sur la base du principe de Laval dès 1896, obtint un brevet américain en 1903, et appliqua la turbine à un torpilleur français en 1904. Il enseigna à l'École nationale supérieure des mines de Saint-Étienne pendant une décennie jusqu'en 1897, et fonda ensuite une entreprise à succès qui fut incorporée dans Alstom après sa mort. L'un des fondateurs de la théorie moderne de la vapeur et des turbines à gaz fut Aurel Stodola, un ingénieur-physicien slovaque, professeur à l’école Polytechnique (aujourd'hui Institut ETH) de Zurich. Son travail Die Dampfturbinen und ihre Aussichten als Wärmekraftmaschinen (en français : La Turbine à Vapeur et de son utilisation future comme Moteur Thermique) fut publié à Berlin en 1903. Un livre ultérieur, Dampf und Gaz-Turbinen (en français : Turbines à Gaz et à  Vapeur), fut publié en 1922.
La turbine  Brown-Curtis, de type à impulsion, qui avait été à l'origine développée et brevetée par la société américaine International Curtis Marine Turbine Company, fut développée dans les années 1900, en collaboration avec John Brown & Company. Elle fut utilisée dans des moteurs John Brown de navires marchands et de guerre, y compris des paquebots et navires de guerre de la Royal Navy.

## Fabrication
L'industrie actuelle de fabrication de turbines à vapeur est dominée par les fabricants Chinois d'équipements électriques. Harbin Electric, Shanghai Electric et Dongfang Electric, les trois principaux fabricants d'équipements électriques en Chine, détenant collectivement une part majoritaire dans le marché mondial des turbines à vapeur en 2009-10, suivant Platts. D'autres fabricants, avec des parts de marché minoritaires, sont Bhel, Siemens, Alstom, GE, Doosan Škoda Power, Mitsubishi Heavy Industries, et Toshiba. Le cabinet de conseil Frost & Sullivan projette que la fabrication des turbines à vapeur sera consolidée d'ici à 2020, les fabricants Chinois emportant de plus en plus de marchés à l'extérieur de la Chine.

## Types
Les turbines à vapeur sont produites dans une grande variété de tailles, allant de petites unités < 0,75 kW (<1 ch) (rares, adaptées à certains milieux) utilisées comme entraînement mécanique de pompes, de compresseurs et d'autres équipements à arbre entraîné, jusqu'à 1,5 GW (2 000 000 ch) pour les turbines utilisées pour produire de l'électricité. Il existe plusieurs classifications modernes pour les turbines à vapeur.

### Conception à lames et étages

Schéma décrivant la différence entre une turbine à action et une turbine à réaction.

Les pales de turbines sont de deux types, des lames et des tuyères. Les lames se déplacent entièrement sous l'impact de la vapeur et leurs profils ne convergent pas. Il en résulte une diminution de la vitesse de la vapeur et pratiquement pas de chute de pression de la vapeur au cours de son déplacement à travers les lames. Une turbine composée de lames en alternance avec des tuyères fixes est appelée turbine à action (ou impulsion), turbine Curtis, turbine Rateau ou turbine Brown-Curtis. Les tuyères paraissent semblables à des lames, mais leurs profils convergent près de la sortie. Il en résulte une chute de pression de la vapeur et un gain de vitesse lorsque la vapeur se déplace dans les tuyères. Les tuyères se déplacent en raison de l'impact de la vapeur et de la réaction due à la haute vitesse de la vapeur à la sortie. Une turbine composée de tuyères en déplacement alternées avec des tuyères fixes est appelée une turbine à réaction, ou turbine Parsons.
Sauf pour des applications basse puissance, les pales de la turbine sont disposées en plusieurs étages en série, appelé[Quoi ?] le compoundage (en), ce qui améliore grandement l'efficacité à basse vitesse. Un étage de réaction est une rangée de tuyères fixes suivie par une rangée de tuyères mobiles. Plusieurs étages de réaction divisent la chute de pression de la vapeur entre l'admission et l'échappement en de nombreuses petites chutes, ce qui produit une turbine à pression composée. Les étages d'impulsion peuvent être soit à pression composée, soit à vitesse composée, soit à pression et vitesse composées. Un étage à impulsion à pression composée est une rangée de tuyères fixes, suivie par une rangée de lames mobiles, avec plusieurs étages pour la composition. Elle est également connue comme turbine de Rateau, d'après son inventeur. Un étage à impulsion à vitesse composée (inventée par Curtis et également appelée « roue Curtis ») est une rangée de tuyères fixes, suivie par deux ou plusieurs rangées de lames mobiles en alternance avec des rangées de lames fixes. Cela divise la chute de vitesse à travers l'étage en plusieurs petites chutes. Une série d'étages à impulsion à vitesse composée est appelée turbine à pression-vitesse composée.

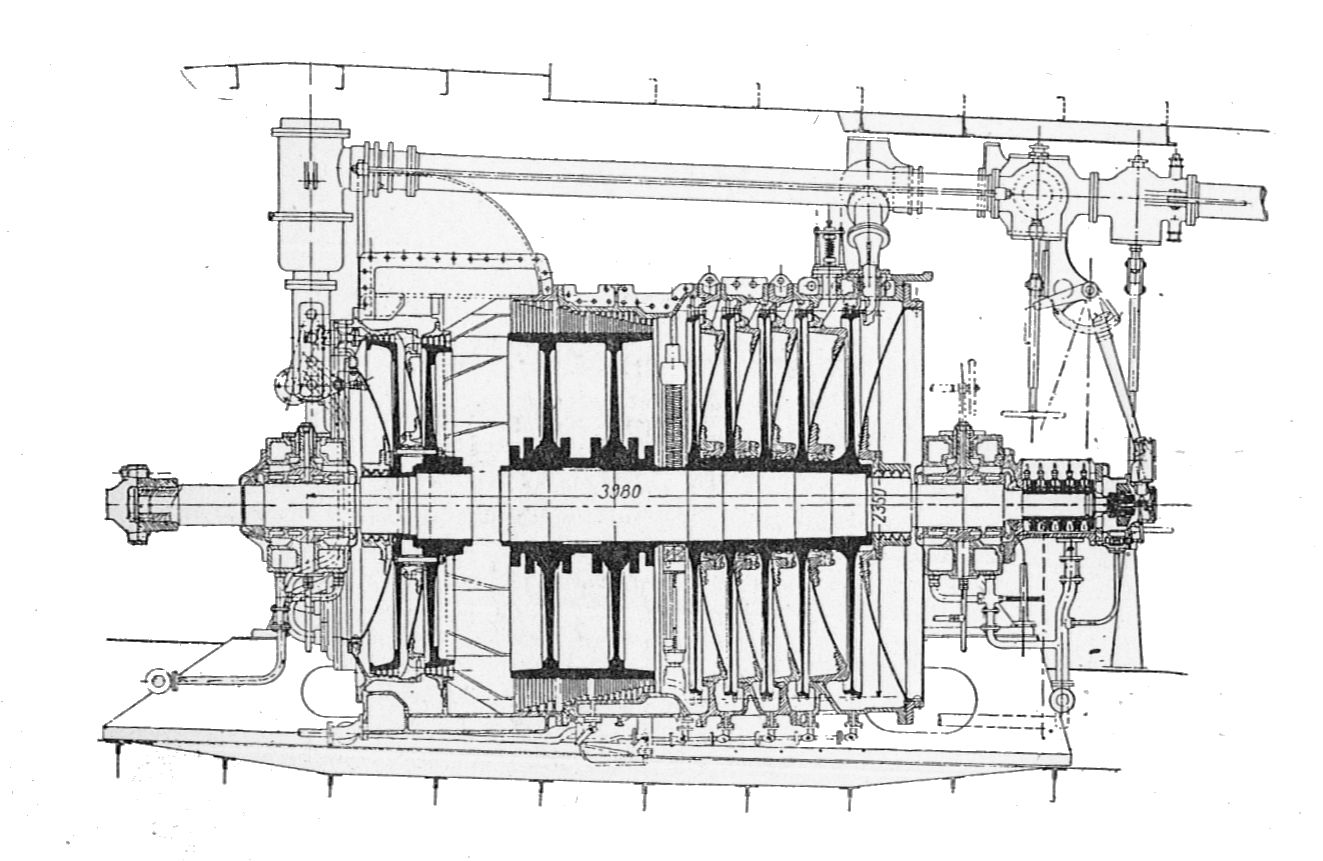
Schéma d'une turbine à vapeur marine AEG vers 1905.

En 1905, lorsque les turbines à vapeur ont été utilisées sur les navires rapides (comme le HMS Dreadnought) et pour des applications de puissance terrestres, il fut déterminé qu'il était souhaitable d'utiliser une ou plusieurs roues Curtis au début d'une turbine multi-étages (où la pression de la vapeur est la plus élevée), suivie par des étages de réaction. Ce fut plus efficace avec de la vapeur sous haute pression en raison de la réduction des fuites entre le rotor de la turbine et le carter. Ceci est illustré dans le dessin de la turbine à vapeur allemande AEG marine de 1905. La vapeur provenant de chaudières entre par la droite à haute pression à travers un boîtier papillon contrôlé manuellement par un opérateur (dans ce cas, un marin appelé throttleman). Elle passe à travers cinq roues Curtis et de nombreux étages de réaction (les petites lames sur les bords des deux grands rotors du milieu) avant de sortir à basse pression, généralement vers un condenseur. Le condenseur produit un vide qui maximise l'énergie extraite de la vapeur, et condense la vapeur en eau d'alimentation qui retourne à la chaudière. Sur la gauche il y a plusieurs autres étages de réaction (sur deux grands rotors) pour faire tourner la turbine dans le sens inverse pour la marche arrière, avec la vapeur admise par un autre boîtier. Étant donné que les navires sont rarement utilisés en marche arrière et que cette vitesse est forcément limitée, l'efficacité n'est pas une priorité, de sorte que seuls quelques étages sont placés par mesure d'économie.

### Les défis de la conception des aubes
Un grand défi de la conception des turbines est de réduire le fluage subi par les aubes. En raison des températures élevées et des fortes contraintes de fonctionnement, les matériaux des turbines à vapeur sont endommagés par ces mécanismes. Comme les températures sont augmentées pour améliorer l'efficacité de la turbine, le fluage devient de plus en plus important. Pour limiter le fluage des aubes, on utilise des revêtements thermiques et des superalliages à renforcement par solution solide et par joints de grains.
Les revêtements de protection sont utilisés pour réduire les dommages thermiques et limiter l'oxydation. Ces revêtements sont souvent des céramiques à base de dioxyde de zirconium stabilisé. Utiliser un revêtement de protection thermique limite la température d'exposition du superalliage de nickel. Cela réduit les mécanismes de fluage dans l'aube. Les revêtements limitant l'oxydation freinent les pertes de rendement causées par une accumulation à l'extérieur des aubes, ce qui est particulièrement important dans un environnement à température élevée.
Les aubes en alliage base nickel contiennent de l'aluminium et du titane pour améliorer la rigidité et la résistance au fluage. La microstructure de ces alliages est faite de différentes régions de composition. Une dispersion uniforme de la phase gamma-prime – une combinaison de nickel, d'aluminium et de titane - favorise la rigidité et la résistance au fluage de l'aube grâce à sa microstructure.
Des métaux réfractaires tels que le rhénium et le ruthénium peuvent être ajoutés à l'alliage pour encore améliorer la résistance au fluage. L'ajout de ces éléments réduit la diffusion de la phase gamma prime, préservant ainsi la résistance à la fatigue, la solidité et la résistance au fluage.

### Alimentation en vapeur et conditions d'échappement

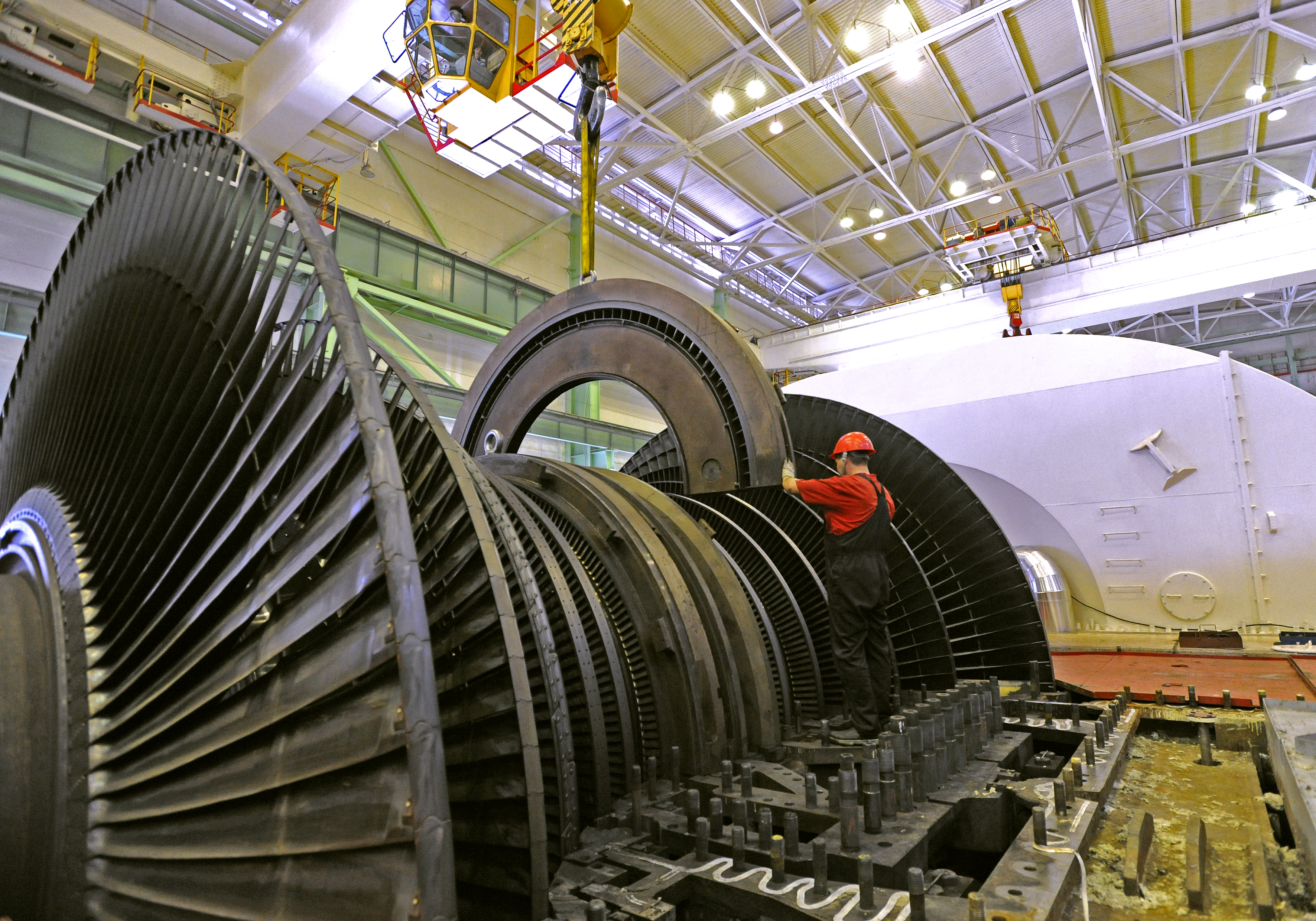
Une turbine à vapeur basse pression dans une centrale nucléaire. Ces turbines rejettent de la vapeur à une pression inférieure à la pression atmosphérique.

Ces types comprennent les turbines à condensation, sans condensation, à réchauffage, à extraction et à induction.
Les turbines à condensation sont le plus souvent présentes dans les centrales électriques. Ces turbines reçoivent de la vapeur d'une chaudière qui s'échappe dans un condenseur. La vapeur sortante est bien en dessous de la pression atmosphérique, et est dans un état partiellement condensé, généralement d'une qualité proche de 90 %.
Les turbines sans condensation ou turbines à contre-pression sont les plus largement utilisées pour les processus d'applications de la vapeur. La pression à l'échappement est contrôlée par une vanne de régulation en fonction des besoins du processus. Elles sont généralement trouvées dans les raffineries, les unités de chauffage de quartier, les usines de pâtes et papiers, et les usines de dessalement où de grandes quantités de vapeur à  faible pression sont nécessaires.
Les turbines à réchauffage sont également utilisées presque exclusivement dans des centrales électriques. Dans une telle turbine, la vapeur sortant de la section à haute pression de la turbine est retournée à la chaudière où une surchauffe supplémentaire lui est ajoutée. La vapeur revient ensuite dans une section à pression intermédiaire de la turbine et continue son expansion. Utiliser le réchauffage dans un cycle augmente le travail de sortie de la turbine et l'expansion se termine avant que la vapeur ne se condense, ce qui permet de minimiser l'érosion des aubes dans les derniers étages. Dans la plupart des cas, le nombre maximum de réchauffes employé dans un cycle est de 2 car le coût de la surchauffe de la vapeur contrarie l'augmentation du travail obtenu à la sortie de la turbine.
Les turbines à extraction sont communes pour toutes les applications. Dans une turbine à extraction, la vapeur est libérée à différents stades de la turbine, et utilisée pour les besoins du processus industriel ou renvoyée aux réchauffeurs d'eau d'alimentation de la chaudière afin d'améliorer l'efficacité du cycle global. Le flux d'extraction peut être contrôlé par une valve, ou laissé incontrôlé.
Les turbines à induction introduisent de la vapeur à basse pression à un stade intermédiaire pour produire de l'énergie supplémentaire.

### Disposition des corps ou des arbres

Arrangement tribord des turbines à vapeur des croiseurs Japonais de classes Furutaka et Aoba.

Ces arrangements comprennent la turbine à un seul corps, la turbine composée en tandem et la turbine composée en croix. Les unités à corps unique sont les plus élémentaires, avec un seul corps et l'arbre directement couplé à un générateur. Les tandem composés sont utilisés lorsque deux ou plusieurs corps sont directement couplés sur un seul générateur. Un arrangement de turbines composées en croix dispose de deux ou plusieurs arbres non alignés entraînant deux ou plusieurs générateurs qui fonctionnent souvent à des vitesses différentes. Une turbine composée en croix est utilisée dans de nombreuses applications de grande taille. Une installation navale typique des années 1930 à 1960 est illustrée ci-contre ; le schéma montre des turbines haute (HP) et basse pression (LP) entraînant un réducteur commun (MG), ou avec une turbine de croisière (CT) couplée à la turbine haute pression.

### Rotors à double flux

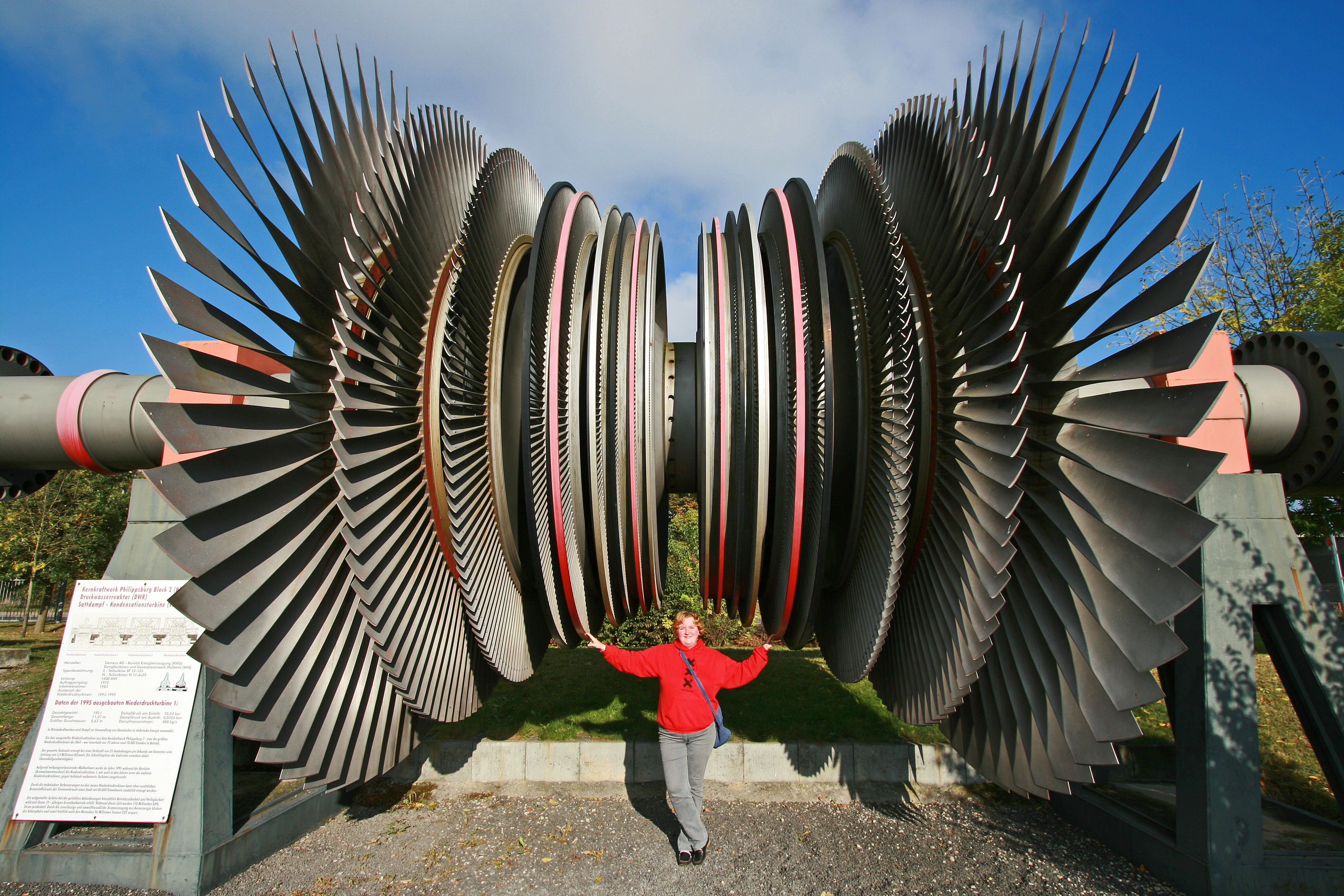
Un rotor de turbine à double flux. La vapeur pénètre au milieu de l'arbre, et sort à chaque extrémité, équilibrant la force axiale.

La détente de la vapeur donne à la fois une poussée tangentielle et axiale sur l'arbre de la turbine, mais la poussée axiale dans une turbine simple est sans opposition. Pour maintenir la bonne position du rotor et de l'équilibrage, cette force doit être contrecarrée par une force d'opposition. Des paliers de butée (en) peuvent être utilisés pour les roulements de l'arbre, le rotor peut utiliser des faux pistons, il peut être à double flux, la vapeur pénétrant au milieu de l'arbre et s'échappant à ses deux extrémités, ou une combinaison de ces techniques. Dans un rotor à double flux,  les aubes dans chaque moitié sont face à face, de sorte que les forces axiales se compensent et que les forces tangentielles agissent ensemble. Cette conception de rotor est également appelée à deux flux, double flux axial, ou double-échappement. Cette disposition est commune dans les corps basse pression des turbines composées.

## Principe de fonctionnement et conception
Une turbine à vapeur idéale est considérée comme un processus isentropique, ou processus à entropie constante, dans lequel l'entropie de la vapeur entrant dans la turbine est égale à l'entropie de la vapeur quittant la turbine. Cependant, en pratique, aucune turbine à vapeur n'est vraiment isentropique, avec une efficacité isentropique se situant entre 20 % et 90 %, suivant l'application de la turbine. L'intérieur d'une turbine comprend plusieurs ensembles d'aubes, ou godets. Un ensemble d'aubes fixes est connecté à l'enveloppe et un ensemble d'aubes en rotation est relié à l'arbre. Les 2 ensembles s'engrènent avec un jeu minimal, la taille et la configuration des ensembles variant afin d'exploiter efficacement l'expansion de la vapeur d'eau à chaque étage.

### Efficacité théorique des turbines
Pour maximiser l'efficacité de la turbine, la vapeur est détendue, produisant du travail, en un certain nombre d'étages. Ces étages sont caractérisées par la façon dont l'énergie est extraite et les turbines sont à action ou à réaction. La plupart des turbines à vapeur utilisent un mélange de réaction et d'action, chaque étage se comportant de l'une ou de l'autre façon, mais l'ensemble de la turbine les utilise en même temps. Généralement, les étages basse pression sont de type à réaction et les étages à plus haute pression sont du type à action.

#### La turbine à action

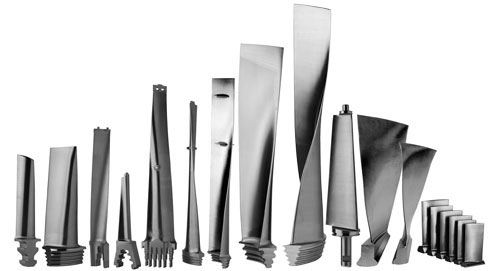
Une sélection d'aubes de turbine à action.

La turbine à action a des tuyères fixes qui orientent le débit de vapeur en jets à haute vitesse. Ces jets contiennent une importante énergie cinétique, qui est convertie en rotation de l'arbre par la forme des aubes du rotor, lorsque les jets de vapeur changent de direction. Une chute de pression se produit uniquement sur les aubes fixes, avec une augmentation nette de la vitesse de la vapeur à travers l'étage. Pendant que le flux de vapeur traverse la tuyère, la pression d'entrée chute jusqu'à la pression de sortie (donc la pression atmosphérique, ou plus généralement, le vide du condenseur). En raison du taux élevé d'expansion de la vapeur, la vapeur sort de la tuyère à une très grande vitesse. La vapeur qui quitte les aubes mobiles conserve une grande partie de la vitesse maximale qu'avait la vapeur au moment de quitter la tuyère. La perte d'énergie due à cette vitesse de sortie relativement élevée est communément appelée le report de vitesse ou la perte en sortie.
La loi du moment de l'impulsion stipule que la somme des moments des forces extérieures agissant sur un fluide qui occupe temporairement le volume de contrôle est égal au changement net du moment angulaire des flux à travers le volume de contrôle.
Le fluide tourbillonnant pénètre dans le volume de contrôle au rayon {\displaystyle r_{1}} à la vitesse tangentielle {\displaystyle V_{w1}} et le quitte au rayon {\displaystyle r_{2}} à la vitesse tangentielle {\displaystyle V_{w2}}. Les rayons {\displaystyle r_{1}} et {\displaystyle r_{2}} sont mesurés à partir de l'axe du rotor, peuvent être différents et sont plus ou moins perpendiculaires à la section ci-dessous.

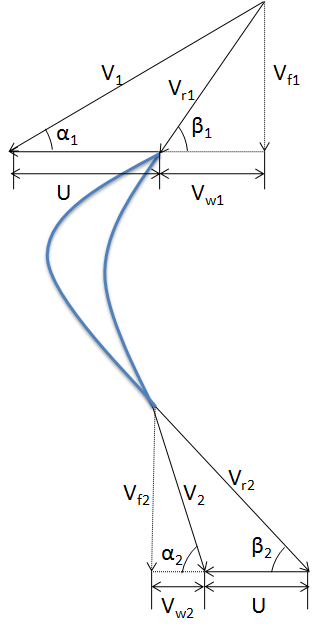
Triangle des vitesses

Un triangle des vitesses permet une meilleure compréhension de la relation entre les différentes vitesses. Dans la figure ci-dessus, nous avons :
{\displaystyle V_{1}} et {\displaystyle V_{2}} sont les vitesses absolues à l'entrée et à la sortie respectivement.
{\displaystyle V_{f1}} et {\displaystyle V_{f2}} sont les vitesses d'écoulement respectivement à l'entrée et à la sortie.
{\displaystyle V_{w1}} et {\displaystyle V_{w2}} sont les vitesses de tourbillonnement à l'entrée et à la sortie respectivement.
{\displaystyle V_{r1}} et {\displaystyle V_{r2}} sont les vitesses relatives à l'entrée et à la sortie respectivement.
{\displaystyle U_{1}} et {\displaystyle U_{2}} (représentés par U) sont les vitesses tangentielles de l'aube à l'entrée et à la sortie respectivement, différentes si les rayons {\displaystyle r_{1}} et {\displaystyle r_{2}} sont différents.
{\displaystyle \alpha } Est l'angle de l'aube de guidage et {\displaystyle \beta } Est l'angle de l'aube mobile.
Puis, par la loi du moment de l'impulsion, le couple sur le fluide est donné par :
{\displaystyle T={\dot {m}}(r_{2}V_{w2}-r_{1}V_{w1})}
Pour une turbine à vapeur à action : {\displaystyle r_{2}=r_{1}=r}. Par conséquent, la force tangentielle sur les aubes est {\displaystyle F_{u}={\dot {m}}(V_{w1}-V_{w2})}. Le travail effectué par unité de temps ou la puissance développée : {\displaystyle {W}={T*\omega }}.
Si ω est la vitesse angulaire de rotation de la turbine, alors la vitesse de l'aube est {\displaystyle {U}={\omega *r}}. La puissance développée est alors {\displaystyle W={\dot {m}}U({\Delta }V_{w})}.
Efficacité de l'aube

L'efficacité de l'aube ({\displaystyle {\eta _{b}}}) peut être définie comme le rapport entre le travail effectué sur les aubes et l'énergie cinétique fournie au fluide, et est donnée par
{\displaystyle {\eta _{b}}={\frac {Work~Done}{Kinetic~Energy~Supplied}}={\frac {2UV_{w}}{V_{1}^{2}}}}
Efficacité de l'étage

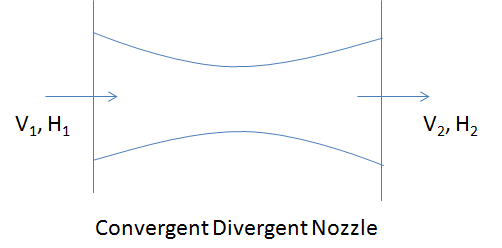
Tuyère Convergente-divergente

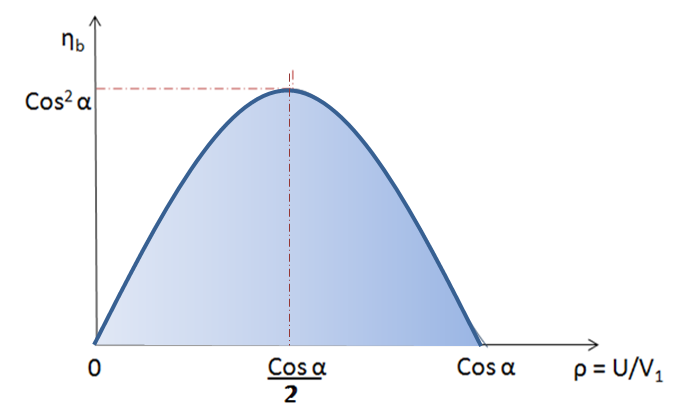
Graphique illustrant l'efficacité de la turbine à Impulsion.

Un étage de turbine à action (ou impulsion) se compose d'un jeu de tuyères et d'une roue mobile. L'efficacité de l'étage est définie par le rapport entre la baisse de l'enthalpie de la tuyère et le travail effectué dans l'étage.
{\displaystyle {\eta _{stage}}={\frac {Work~done~on~blade}{Energy~supplied~per~stage}}={\frac {U\Delta V_{w}}{\Delta h}}}
Où {\displaystyle {\Delta h}=h_{2}-h_{1}} est la baisse spécifique de l'enthalpie de la vapeur dans la tuyère.
Par la première loi de la thermodynamique : {\displaystyle {h_{1}}+{\frac {V_{1}^{2}}{2}}={h_{2}}+{\frac {V_{2}^{2}}{2}}}
En supposant que {\displaystyle V_{1}} est sensiblement moins grand que  {\displaystyle V_{2}}, nous obtenons {\displaystyle {\Delta h}} ≈ {\displaystyle {\frac {V_{2}^{2}}{2}}}
En outre, l'efficacité de l'étage est le produit de l'efficacité de l'aube et de l'efficacité de la tuyère, ou {\displaystyle {\eta _{stage}}={\eta _{b}}*{\eta _{N}}}
L'efficacité de la tuyère est donnée par {\displaystyle {\eta _{N}}} = {\displaystyle {\frac {V_{2}^{2}}{2(h_{1}-h_{2})}}}, où l'enthalpie (en J/kg) de la vapeur à l'entrée de la tuyère est {\displaystyle h_{1}} et l'enthalpie de la vapeur à la sortie de la tuyère est {\displaystyle h_{2}}.
{\displaystyle {\Delta V_{w}}=V_{w1}-(-V_{w2})}
{\displaystyle {\Delta V_{w}}=V_{w1}+V_{w2}}
{\displaystyle {\Delta V_{w}}={V_{r1}\cos \beta _{1}+V_{r2}\cos \beta _{2}}}
{\displaystyle {\Delta V_{w}}={V_{r1}\cos \beta _{1}}(1+{\frac {V_{r2}\cos \beta _{2}}{V_{r1}\cos \beta _{1}}})}
Les ratios des cosinus des angles des aubes à la sortie et à l'entrée peuvent être pris et notés {\displaystyle {c}={\frac {\cos \beta _{2}}{\cos \beta _{1}}}}.
Le rapport des vitesses de la vapeur par rapport à la vitesse de sortie du rotor vers l'entrée de l'aube est défini par le coefficient de frottement {\displaystyle {k}={\frac {V_{r2}}{V_{r1}}}}.
{\displaystyle k<1} et dépeint la perte de vitesse relative due à la friction lorsque le flux de vapeur coule autour de l'aube ({\displaystyle k=1} pour des aubes particulièrement lisses).
{\displaystyle {\eta _{b}}={\frac {2U\Delta V_{w}}{V_{1}^{2}}}={\frac {2U(\cos \alpha _{1}-U/V_{1})(1+kc)}{V_{1}}}}
Le rapport de la vitesse de l'aube à la vitesse absolue de la vapeur à l'entrée est appelé le rapport de vitesse de l'aube {\displaystyle {\rho }} =  {\displaystyle {\frac {U}{V_{1}}}}
{\displaystyle {\eta _{b}}} est maximale lorsque {\displaystyle {d\eta _{b} \over d\rho }=0} ou, {\displaystyle {\frac {d}{d\rho }}(2{\cos \alpha _{1}-\rho ^{2}}(1+kc))=0}. Cela implique que {\displaystyle {\rho }={\frac {\cos \alpha _{1}}{2}}} et donc {\displaystyle {\frac {U}{V_{1}}}={\frac {\cos \alpha _{1}}{2}}}. Maintenant {\displaystyle {\rho _{opt}}={\frac {U}{V_{1}}}={\frac {\cos \alpha _{1}}{2}}} (pour une turbine à action d'un seul étage)
Par conséquent, la valeur maximale de l'efficacité de l'étage est obtenue en plaçant la valeur de {\displaystyle {\frac {U}{V_{1}}}={\frac {\cos \alpha _{1}}{2}}} dans l'expression de {\displaystyle {\eta _{b}}}/
Nous obtenons : {\displaystyle {(\eta _{b})_{max}}=2(\rho \cos \alpha _{1}-\rho ^{2})(1+kc)={\frac {\cos ^{2}\alpha _{1}(1+kc)}{2}}}.
Pour des lames équiangulaires, {\displaystyle \beta _{1}=\beta _{2}} donc {\displaystyle c=1} et nous obtenons {\displaystyle {(\eta _{b})_{max}}={\frac {cos^{2}\alpha _{1}(1+k)}{2}}}. Si le frottement dû à la surface de l'aube est négligé, alors {\displaystyle {(\eta _{b})_{max}}={\cos ^{2}\alpha _{1}}}.
Conclusions sur l'efficacité maximum
{\displaystyle {(\eta _{b})_{max}}={\cos ^{2}\alpha _{1}}}
1. Pour une vitesse de vapeur donnée, le travail effectué par kg de vapeur sera maximal lorsque {\displaystyle {\cos ^{2}\alpha _{1}}=1} ou {\displaystyle \alpha _{1}=0}.
2. Quand {\displaystyle \alpha _{1}} augmente, le travail effectué sur les aubes se réduit, mais en même temps la surface de l'aube se réduit, il y a donc moins de pertes par frottement.

#### La turbine à réaction

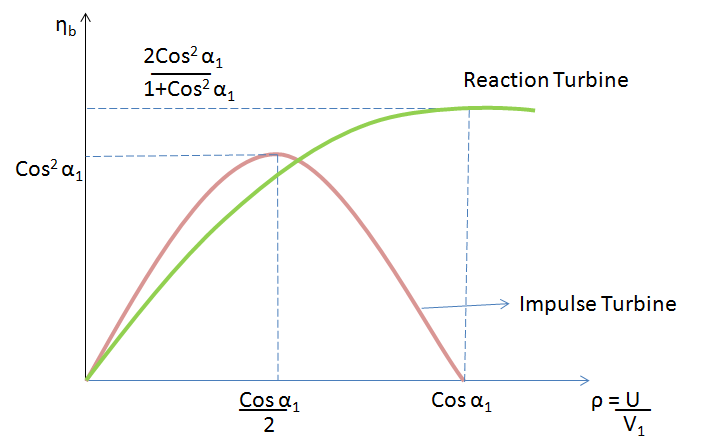
Comparaison de l'efficacité des turbines à Action (ou Impulsion) et à Réaction.

Dans la turbine à réaction, les aubes du rotor sont disposées de manière à former des tuyères convergentes. Ce type de turbine utilise la force de réaction produite lorsque la vapeur accélère à travers les tuyères formées par le rotor. La vapeur est dirigée sur le rotor par les aubes fixes du stator. Elle quitte le stator sous la forme d'un jet qui remplit toute la circonférence du rotor. La vapeur change ensuite de direction et sa vitesse augmente en fonction de la vitesse des aubes. Une chute de pression se produit à travers le stator et le rotor, la vapeur accélérant à travers le stator et décélérant à travers le rotor, sans changement net de la vitesse de la vapeur à travers l'étage mais avec une diminution simultanée de la pression et de la température, reflétant par là même le travail effectué pour entraîner le rotor.
Efficacité des aubes
Énergie d'entrée sur les aubes d'un étage :
{\displaystyle E={\Delta h}} est égal à l'énergie cinétique fournie aux aubes fixes (f) + l'énergie cinétique fournie aux aubes mobiles (m).
Ou, {\displaystyle {E}} = la chute d'enthalpie sur les aubes fixes, {\displaystyle {\Delta h_{f}}} + la chute d'enthalpie sur les aubes mobiles, {\displaystyle {\Delta h_{m}}}.
L'effet de l'expansion de la vapeur sur les aubes mobiles est d'augmenter la vitesse relative à la sortie. Par conséquent, la vitesse relative à la sortie {\displaystyle V_{r2}}  est toujours plus grande que la vitesse relative à l'entrée {\displaystyle V_{r1}}.
En matière de vitesse, la chute de l'enthalpie sur les aubes mobiles est donnée par :
{\displaystyle {\Delta h_{m}}={\frac {V_{r2}^{2}-V_{r1}^{2}}{2}}}
(elle contribue à un changement de la pression statique)
La chute d'enthalpie dans les aubes fixes, en supposant que la vitesse de la vapeur entrant dans les aubes fixes est égale à la vitesse de la vapeur quittant précédemment les aubes mobiles est donnée par :

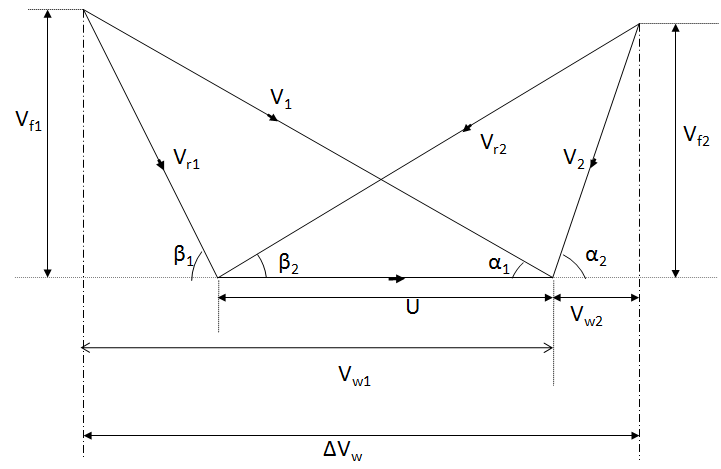
Diagramme des Vitesses

{\displaystyle {\Delta h_{f}}} =  {\displaystyle {\frac {V_{1}^{2}-V_{0}^{2}}{2}}} où V0 est la vitesse d'entrée de la vapeur dans la tuyère
{\displaystyle V_{0}} est très petit et peut donc être négligé
Par conséquent, {\displaystyle {\Delta h_{f}}} =  {\displaystyle {\frac {V_{1}^{2}}{2}}}
{\displaystyle E={\Delta h_{f}+\Delta h_{m}}}
{\displaystyle E={\frac {V_{1}^{2}}{2}}+{\frac {V_{r2}^{2}-V_{r1}^{2}}{2}}}
Un concept de turbine très largement répandu a un degré de réaction de moitié, ou 50 % de réaction, et est connu sous le nom de  turbine de Parsons. Elle se compose d'aubes de rotor et de stator symétriques.
Pour cette turbine, le triangle des vitesses est similaire et nous avons :
{\displaystyle \alpha _{1}=\beta _{2}}, {\displaystyle \beta _{1}=\alpha _{2}}
{\displaystyle V_{1}=V_{r2}}, {\displaystyle V_{r1}=V_{2}}
Pour une turbine de Parsons et obtenant toutes les expressions, nous avons :
{\displaystyle {E}={V_{1}^{2}}-{\frac {V_{r1}^{2}}{2}}}
À partir du triangle de la vitesse d'entrée nous avons {\displaystyle {V_{r1}^{2}}={V_{1}^{2}+U^{2}-2UV_{1}\cos \alpha _{1}}}
{\displaystyle {E}={V_{1}^{2}-{\frac {V_{1}^{2}}{2}}-{\frac {U^{2}}{2}}+{\frac {2UV_{1}\cos \alpha _{1}}{2}}}}
{\displaystyle {E}={\frac {V_{1}^{2}-U^{2}+2UV_{1}\cos \alpha _{1}}{2}}}
Le travail effectué (par unité de débit massique par seconde) :  {\displaystyle {W}={U*\Delta V_{w}}={U*(2*V_{1}\cos \alpha _{1}-U)}}
Par conséquent, l'efficacité de l'aube est donnée par
{\displaystyle {\eta _{b}}={\frac {2U(2V_{1}\cos \alpha _{1}-U)}{V_{1}^{2}-U^{2}+2V_{1}U\cos \alpha _{1}}}}
Condition d'efficacité maximum de l'aube
Si {\displaystyle {\rho }={\frac {U}{V_{1}}}} , alors
{\displaystyle {(\eta _{b})_{max}}={\frac {2\rho (\cos \alpha _{1}-\rho )}{V_{1}^{2}-U^{2}+2UV_{1}\cos \alpha _{1}}}}
Pour un maximum d'efficacité  {\displaystyle {d\eta _{b} \over d\rho }=0}, nous obtenons
{\displaystyle {(1-\rho ^{2}+2\rho \cos \alpha _{1})(4\cos \alpha _{1}-4\rho )-2\rho (2\cos \alpha _{1}-\rho )(-2\rho +2\cos \alpha _{1})=0}}
et cela donne finalement {\displaystyle {\rho _{opt}}={\frac {U}{V_{1}}}={\cos \alpha _{1}}}
Par conséquent, {\displaystyle {(\eta _{b})_{max}}} est trouvé en plaçant la valeur de {\displaystyle {\rho }={\cos \alpha _{1}}} dans l'expression de l'efficacité de l'aube
{\displaystyle {(\eta _{b})_{reaction}}={\frac {2\cos ^{2}\alpha _{1}}{1+\cos ^{2}\alpha _{1}}}}
{\displaystyle {(\eta _{b})_{impulse}}={\cos ^{2}\alpha _{1}}}

### Efficacité de la turbine en pratique
L'efficacité thermique de la turbine à vapeur varie en fonction de la taille de la turbine, de la charge, des pertes dues à la friction et des pertes dues aux jeux entre les étages. Elle atteint des valeurs maximales d'environ 50 % dans une turbine de 1 200 MW ; les turbines plus petites ont généralement une efficacité moindre.

### Fonctionnement et entretien

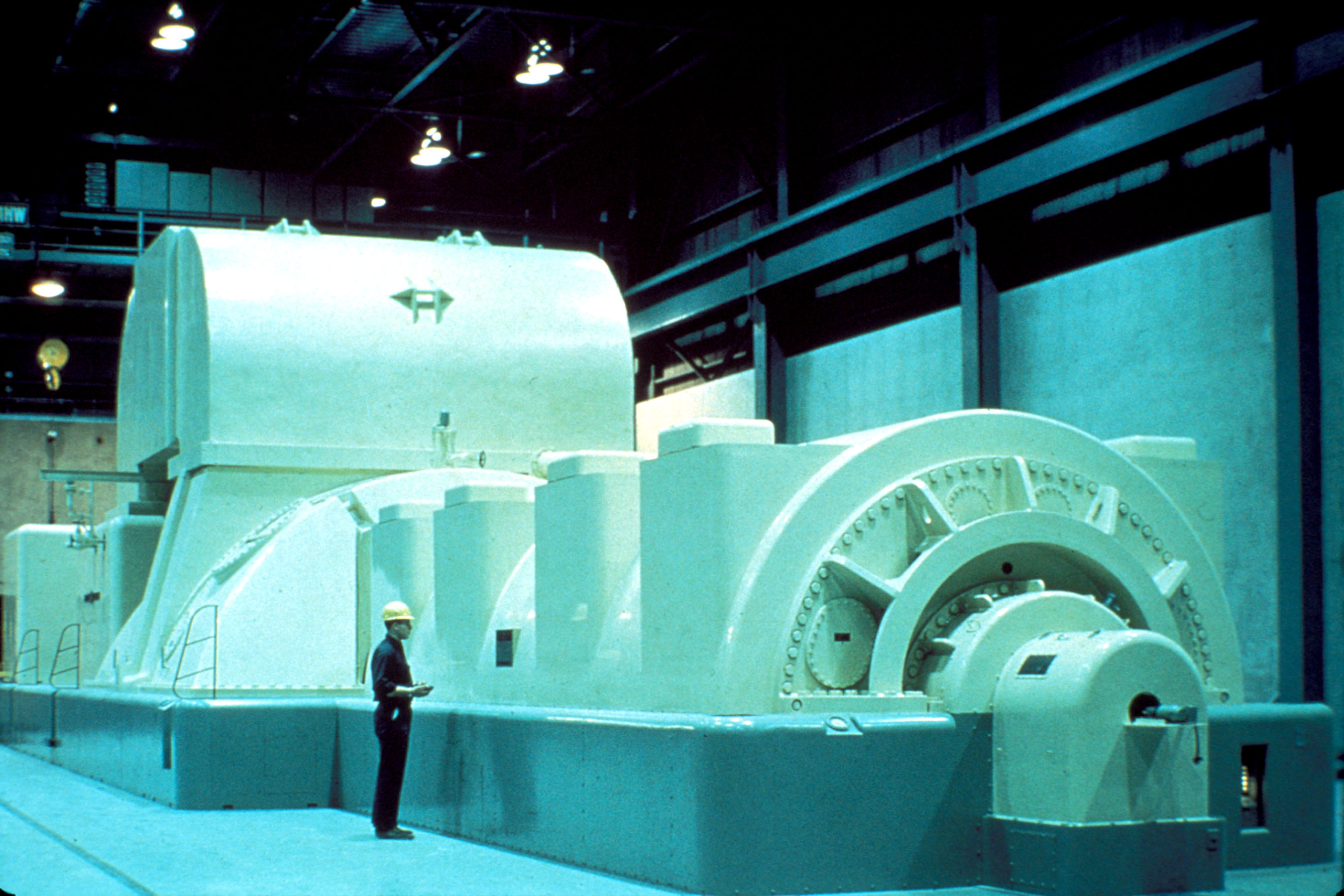
Une installation moderne, une turbine à vapeur avec une génératrice.

En raison de la haute pression dans les circuits de vapeur et des matériaux utilisés, les turbines à vapeur et leurs enveloppes ont une haute inertie thermique. Lors de l'échauffement d'une turbine à vapeur avant son utilisation, les vannes d'arrêt principales de vapeur (après la chaudière) ont un conduit de dérivation pour permettre à la vapeur surchauffée de passer lentement la vanne et de procéder au chauffage du système et de la turbine à vapeur. De même, un vireur (en) est utilisé quand il n'y a pas de vapeur pour donner une rotation lente à la turbine afin d'assurer une température uniforme pour empêcher une expansion non homogène. Après le démarrage de la turbine à l'aide du vireur, permettant au rotor d'adopter un plan droit (sans courbures), on peut déconnecter le système rotatif et la vapeur peut être admise dans la turbine, d'abord aux aubes arrière puis à l'avant, donnant une rotation lente à la turbine, de 10 à 15 tr/min (0,17–0,25 Hz) pour réchauffer lentement la turbine. La procédure de warm-up (préchauffage) pour les grandes turbines à vapeur peut dépasser dix heures.
Pendant le fonctionnement normal, un déséquilibre du rotor peut conduire à des vibrations, qui, en raison de la forte vitesse de rotation, pourraient conduire à la rupture d'une aube de rotor et la faire passer à travers l'enveloppe. Pour réduire ce risque, des efforts considérables sont faits pour équilibrer la turbine. Les turbines sont employées avec de la vapeur de haute qualité : soit de la vapeur surchauffée (sèche) ou de la vapeur saturée avec un degré élevé de séchage. Cela empêche l'impact et l'érosion rapides des aubes qui se produisent lorsque de l'eau condensée est projetée sur les aubes (excès d'humidité). Également, l'eau liquide entrant dans les aubes peut endommager les paliers de butée de l'arbre de la turbine. Pour éviter cela, en plus des contrôles et des chicanes dans les chaudières pour assurer la qualité de la vapeur, des drains de condensation sont installés dans la tuyauterie de vapeur alimentant la turbine.
Les exigences de maintenance des turbines à vapeur modernes sont simples et induisent de faibles coûts d'exploitation, généralement autour de 0,005 $par kWh; leur durée de vie dépasse généralement les 50 ans.

### Régulation de la vitesse

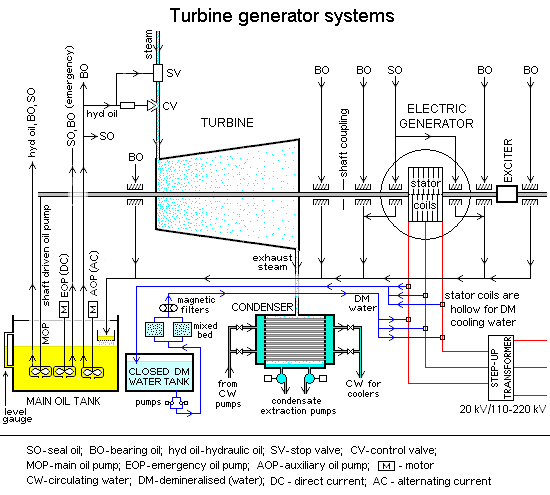
Schéma d'un système de turbine à vapeur couplée à une génératrice

Il est essentiel de contrôler une turbine avec un régulateur, parce que les turbines doivent être démarrées lentement pour éviter de les endommager et certaines applications (telles que la production de courant alternatif) nécessitent un contrôle de vitesse très précis. L'accélération incontrôlée du rotor de la turbine peut conduire à un emballement, ce qui provoque la fermeture du régulateur et des vannes d'étranglement qui contrôlent le flux de la vapeur. Si ces vannes ne se ferment pas la turbine peut poursuivre son accélération jusqu'à ce qu'elle se désintègre sous l'action de la force centrifuge, souvent de manière catastrophique. Les turbines sont coûteuses, elles nécessitent une fabrication de précision et une qualité particulière des matériaux employés, il faut donc tout mettre en œuvre pour empêcher cela.
En fonctionnement normal, synchronisé avec le réseau électrique, les centrales électriques sont régulées avec un contrôle de la plage de vitesse de cinq pour cent. Cela signifie que la vitesse en pleine charge est de 100 % et la vitesse à vide est de 105 %. C'est nécessaire pour le fonctionnement stable du réseau, sans chasses ni abandons de centrales électriques. En situations normales, les changements de vitesse sont mineurs. Les ajustements de la puissance de sortie sont réalisés en élevant lentement la courbe de vitesse par augmentation de la pression du ressort sur un régulateur centrifuge. C'est une exigence de base pour toutes les centrales électriques, car les anciennes et les nouvelles usines doivent être compatibles et répondre aux variations instantanées de fréquence du réseau électrique sans dépendre de commandes venant de l'extérieur.

### La thermodynamique des turbines à vapeur

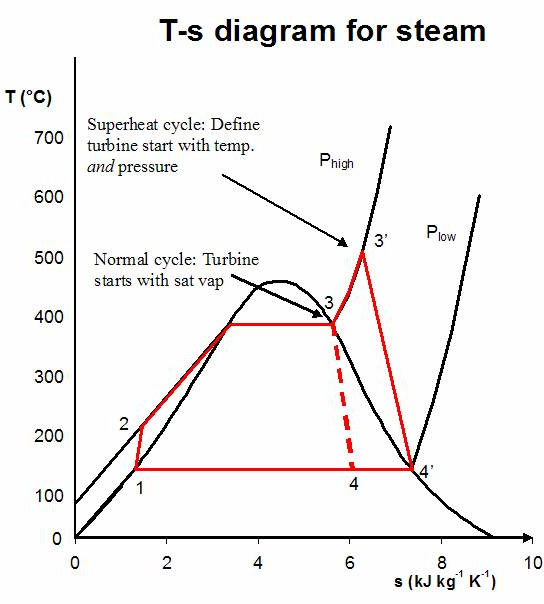
Diagramme T-s d'un cycle de Rankine surchauffé

La turbine à vapeur fonctionne sur les principes de base de la thermodynamique, utilisant les parties 3 et 4 du cycle de Rankine visibles sur le diagramme ci-contre. La vapeur surchauffée (ou la vapeur saturée sèche, selon l'application) quitte la chaudière à haute température et sous haute pression. À l'entrée de la turbine, la vapeur gagne en énergie cinétique lors de son passage à travers une tuyère (une tuyère fixe dans une turbine à action ou les aubes fixes dans une turbine à réaction). Lorsque la vapeur sort de la tuyère, elle se déplace à grande vitesse vers les aubes du rotor de la turbine. Une force est créée sur les aubes par la pression de la vapeur, les obligeant à se déplacer. Une génératrice électrique ou un autre dispositif peut être placé à l'extrémité de l'arbre, et l'énergie de la vapeur peut maintenant être utilisée. La vapeur quitte la turbine sous forme de vapeur saturée (ou un mélange de liquide-vapeur en fonction de l'application) à une température et une pression plus basse qu'en entrant, et est envoyée dans le condenseur pour être refroidie. La première loi nous permet de trouver une formule pour la vitesse à laquelle le travail est développé par unité de masse. En supposant qu'il n'y ait pas de transfert de chaleur vers l'environnement et que les variations des énergies potentielle et cinétique sont négligeables par rapport à la variation spécifique de l'enthalpie, nous arrivons à l'équation suivante :
{\displaystyle {\frac {\dot {W}}{\dot {m}}}=h_{3}-h_{4}}
où
- Ẇ est la vitesse à laquelle le travail est produit par unité de temps
- ṁ est le débit massique à travers la turbine

#### Rendement isentropique
Pour mesurer l'efficacité d'une turbine, nous pouvons regarder son efficacité isentropique. On compare la performance de la turbine avec la performance qui serait celle d'une turbine isentropique idéale. Lors du calcul de ce rendement, les pertes de chaleur dans l'environnement sont supposées être nulles. Les pressions et températures de départ sont les mêmes pour les deux turbines, mais à la sortie de la turbine réelle, le contenu énergétique (l'enthalpie spécifique) est supérieur à celui de la turbine idéale à cause de l'irréversibilité dans la turbine réelle. L'enthalpie spécifique est évaluée à la même pression pour les turbines réelle et idéale afin de permettre une bonne comparaison entre les deux.
Le rendement isentropique est déterminé en divisant travail réel par le travail idéal.
{\displaystyle \eta _{t}={\frac {h_{3}-h_{4}}{h_{3}-h_{4s}}}}
où
- h3 est l'enthalpie spécifique au point 3
- h4 est l'enthalpie spécifique au point 4 pour la turbine réelle
- h4s est l'enthalpie spécifique au point 4s pour la turbine isentropique

(notez que le diagramme ci-contre ne montre pas le point 4s : il est à la verticale en-dessous du point 3).

## Entraînement direct

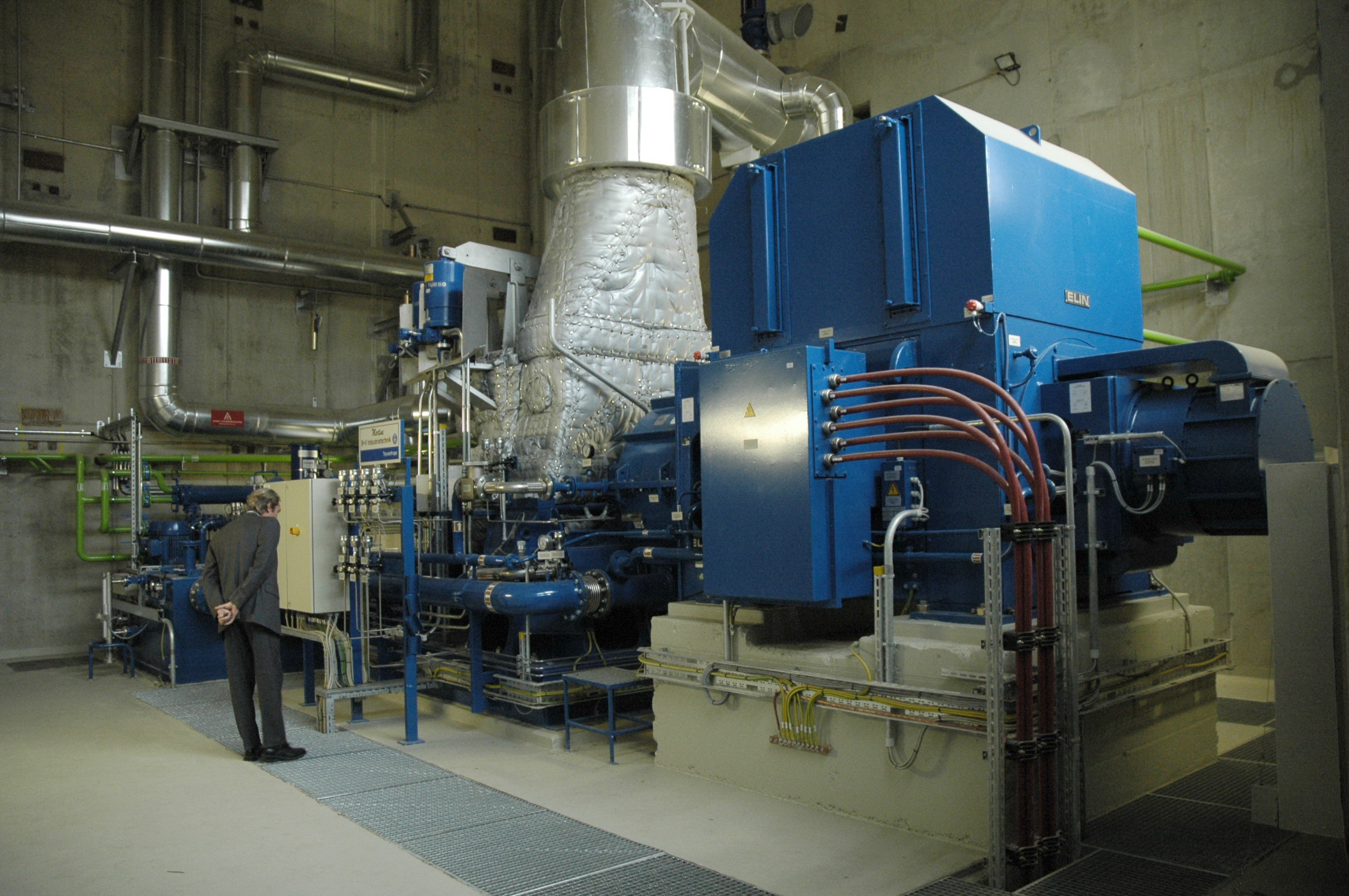
Une turbine à vapeur à entraînement direct de 5 MW fonctionnant à la biomasse

La production d'électricité utilise de grandes turbines à vapeur entraînant des générateurs électriques pour produire la majorité (environ 80 %) de l'électricité mondiale. L'avènement des grandes turbines à vapeur a rendu pratique la production d'électricité au cœur de grandes centrales, alors que les moteurs à vapeur à pistons devenaient très encombrants, et fonctionnent à basses vitesses. La plupart des centrales sont des centrales à combustibles fossiles et des centrales nucléaires ; certaines installations utilisent la vapeur géothermique, ou de l'énergie solaire concentrée (CSP) afin de produire la vapeur. Les turbines à vapeur peuvent également être utilisées directement pour entraîner de grandes pompes centrifuges, comme les pompes d'alimentation en eau dans une centrale thermique.
Les turbines utilisées pour la production d'électricité sont le plus souvent directement couplées à leur générateur (turbo-alternateur). Comme les générateurs doivent tourner à vitesse constante et synchrone avec la fréquence du réseau électrique, les plus courantes sont les vitesses de 3 000 tr/min pour produire du 50 Hz et de 3 600 tr/min pour du 60 Hz. Comme les réacteurs nucléaires travaillent à des températures plus basses que les centrales à combustible fossile et produisent une vapeur de qualité inférieure, les groupes électrogènes à turbine peuvent être agencés dans ce cas pour fonctionner à la moitié de ces vitesses, mais avec des génératrices à quatre pôles (au lieu de deux) afin de réduire l'érosion des pales de la turbine.

## Propulsion navale

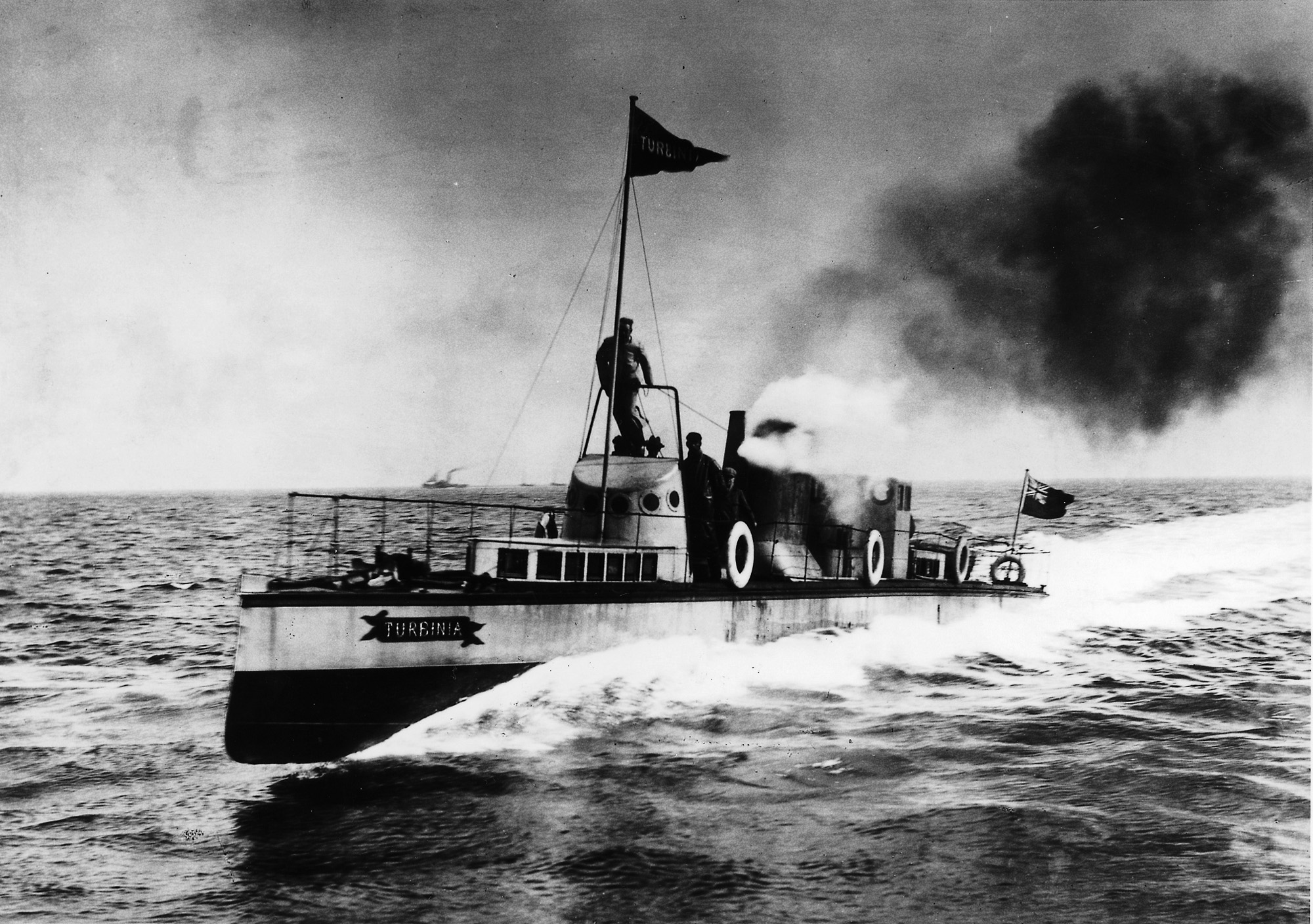
Turbinia, en 1894, le premier navire à turbine à vapeur

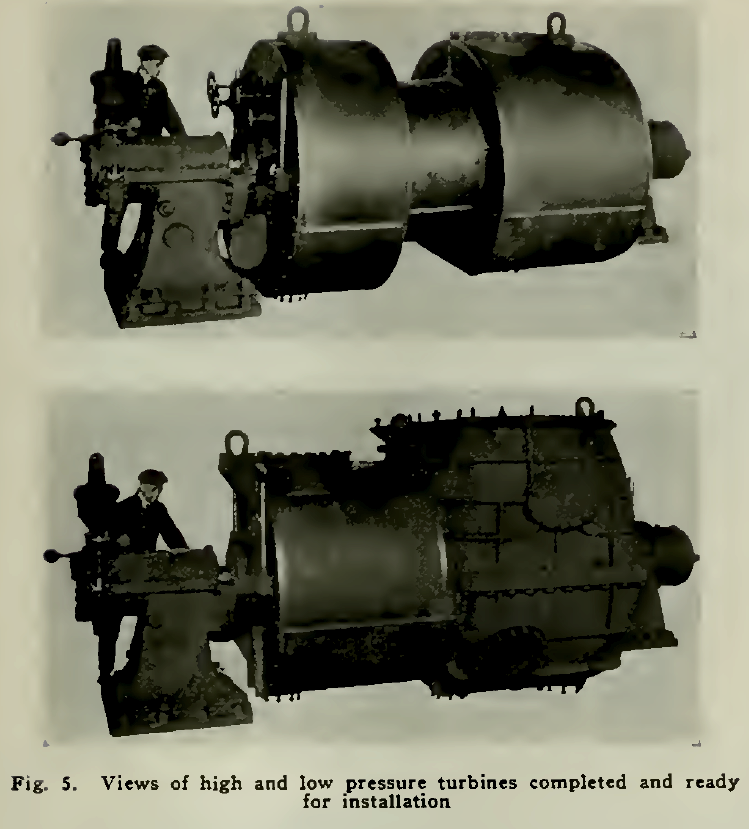
Des turbines de haute et de basse pression pour les.

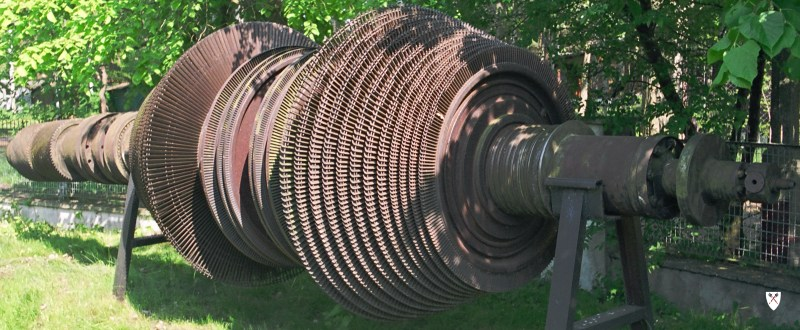
Turbine Parsons du destroyer Polonais de 1928.

Dans les bateaux à vapeur, les avantages des turbines à vapeur sur les moteurs à pistons sont leur plus petite taille, la faible maintenance, un poids plus léger, et moins de vibrations. Une turbine à vapeur est efficace uniquement en fonctionnant à une vitesse de plusieurs milliers de tr/min, tandis que les hélices les plus efficaces sont créées pour des vitesses inférieures à 300 tr/min ; par conséquent, des réducteurs précis (donc chers) sont généralement nécessaires, bien que de nombreux premiers navires pendant la Première Guerre mondiale, comme le Turbinia, avaient une turbine à vapeur à prise directe sur l'arbre de transmission. Une alternative est une transmission turbo-électrique, dans laquelle un générateur électrique alimenté par la turbine à haute vitesse est utilisé pour entraîner un ou plusieurs moteurs électriques à vitesse lente connectés aux arbres de transmission; la fabrication d'engrenages de précision pouvant être un goulot d'étranglement de la production en temps de guerre. L'entraînement turbo-électrique était le plus utilisé dans les grands bâtiments américains conçus pendant la première Guerre Mondiale et dans certains paquebots rapides, et a encore été utilisé dans certains transports de troupes et destroyers de production de masse durant la Seconde Guerre mondiale.
La hausse du coût des turbines et de ses engrenages de réduction ou d'un générateur/moteur fixe est compensée par la baisse des exigences de l'entretien et la plus petite taille de la turbine par rapport à un moteur à pistons ayant une puissance équivalente, bien que les coûts de carburant soient plus élevés que ceux d'un moteur Diesel parce que les turbines à vapeur ont une plus faible efficacité thermique. Pour réduire les coûts de carburant, l'efficacité thermique de ces deux types de moteurs a été améliorée au fil des ans. Aujourd'hui, l'efficacité de la propulsion par turbine à vapeur n'a pas encore dépassé 50 %, alors que les moteurs Diesel dépassent régulièrement les 50 %, en particulier dans les applications marines,,. Les centrales à moteurs Diesel ont également des coûts d'exploitation réduits parce que moins d'opérateurs sont nécessaires. La vapeur est donc de moins en moins utilisée dans les nouveaux navires. Une exception concerne les méthaniers qui trouvent souvent qu'il est plus économique d'employer du gaz d'évaporation avec une turbine à vapeur que de le re-liquéfier.
Les navires et sous-marins à propulsion nucléaire utilisent un réacteur nucléaire pour produire de la vapeur pour les turbines. L'énergie nucléaire est souvent choisie là où le moteur Diesel serait peu pratique (comme dans le sous-marin) ou là où la logistique de ravitaillement poserait d'importants problèmes (par exemple, les brise-glaces). Il a été estimé que la quantité de combustible du réacteur des sous-marins de la classe Vanguard de la Royal Navy est suffisante pour effectuer 40 tours du monde, donc pour l'ensemble de la durée de vie. La propulsion nucléaire n'a été appliquée qu'à très peu de navires commerciaux en raison des coûts de maintenance et des contrôles réglementaires requis sur les systèmes nucléaires et les cycles du combustible.

### Début du développement
Le développement de la turbine à vapeur de propulsion marine entre 1894 et 1935 était dominé par le problème de la réconciliation de l'efficacité à haute vitesse des turbines avec l'efficacité à basse vitesse (moins de 300 tr/min) des hélices des navires à un coût global pouvant soutenir la concurrence des moteurs à pistons. En 1894, des engrenages de réduction efficace ne sont pas disponibles aux fortes puissances requises par les navires, et l'entraînement direct est nécessaire. Dans Turbinia, qui a l'entraînement direct à chaque arbre d'hélice, l'efficacité de la vitesse de la turbine a pu être réduite après les premiers essais, en dirigeant le flux de vapeur à travers les trois turbines à entraînement direct (une sur chaque axe) en série, totalisant probablement environ 200 étages de turbines en série. Il y avait également trois hélices sur chaque arbre pour le fonctionnement à haute vitesse Les arbres à haute vitesses de l'époque sont représentés par un des premiers destroyers à  turbine, l'USS Smith lancé en 1909, qui utilisait des turbines à entraînement direct et dont les trois arbres tournaient à 724 tr/min à 28,35 nœuds. L'utilisation de turbines dans plusieurs boîtiers se passant la vapeur les uns aux autres en série est devenue la norme dans la plupart des applications de propulsion marine et est une forme de composition en croix. La première turbine était appelée à haute pression (HP), la dernière turbine étant la basse pression (LP), et la turbine centrale avait une pression intermédiaire (IP). Beaucoup plus tard, un autre arrangement que Turbinia pouvait être vu sur le Queen Mary à Long Beach, en Californie, lancé en 1934, dans lequel chaque arbre est propulsé par quatre turbines en série reliées aux extrémités des deux arbres d'entrée d'un simple réducteur. Ce sont la HP, la 1re IP, la 2de IP, et la turbine LP.

### Machinerie de croisière et engrenages réducteurs
La quête de l'économie est encore plus importante lorsque la vitesse de croisière est considérée. La vitesse de croisière est d'environ la moitié de la vitesse maximale d'un navire de guerre et utilise 20 à 25 % de sa puissance maximale. C'est une vitesse utilisée pour les longs voyages, lorsque l'économie de carburant est souhaitée. Bien que cela réduise la vitesse des hélices dans leur plage d'efficacité, l'efficacité énergétique de la turbine était considérablement réduite, et les premiers navires à turbine avaient une faible plage de croisière. Une solution qui s'est avérée utile pendant la majeure partie de l'ère des turbines à vapeur de propulsion fut la turbine de  croisière : c'était une turbine supplémentaire qui ajoutait encore plus d'étages, et n'était pas utilisée aux vitesses élevées. Les réducteurs devenant disponibles vers 1911, certains navires, notamment le cuirassé USS Nevada, avait un réducteur sur la turbine de  croisière, tout en conservant des turbines principales à entraînement direct. Les réducteurs permettaient aux turbines d'opérer dans leur zone d'efficacité à une vitesse beaucoup plus élevée que l'arbre direct, mais étaient coûteux à fabriquer.
Les turbines de croisière concurrençaient les moteurs à pistons en matière d'économie de carburant. Un exemple de moteurs à pistons utilisés sur les navires rapides a été le célèbre Titanic de 1911, qui avec ses sœurs RMS Olympic et HMHS Britannic avait des moteurs (à pistons) à triple expansion sur les deux arbres extérieurs, et une turbine LP sur l'arbre central. Après l'adoption de turbines sur la classe Delaware lancée en 1909, la Marine des États-Unis est revenue aux machines à pistons sur les navires de la classe New York de 1912, puis retourna aux turbines sur le Nevada en 1914. La sympathie pour les machines à mouvement alternatif était surtout due au fait que l'US Navy n'avait pas planifié de navires importants dépassant 21 nœuds jusqu'après la première Guerre Mondiale, et la vitesse de pointe était moins importante que l'économique en croisière. Les États-Unis avaient acquis les territoires des Philippines et de Hawaï en 1898, mais il lui manquait un réseau mondial de stations de charbon comme celui de la Royal Navy britannique. L'US Navy, entre 1900 et 1940, avait un plus grand besoin d'économie de carburant de toutes les nations, d'autant que la perspective d'une guerre avec le Japon se posa à la suite de la première Guerre Mondiale. Ce besoin s'aggrava par le fait de ne pas lancer de croiseurs entre 1908 et 1920, de sorte que les destroyers durent effectuer de longues missions généralement affectées à des croiseurs. Diverses solutions de croisière furent donc montées sur les destroyers américains lancés entre 1908 et 1916, parmi lesquelles des petits moteurs à pistons et des turbines de croisière à réducteurs ou à prise directe, sur un ou deux arbres. Mais dès que les turbines prouvèrent leur économie en coût initial et en carburant, elles furent rapidement adoptées, avec des turbines de croisière sur la plupart des navires. À partir de 1915, tous les nouveaux destroyers de la Royal Navy étaient à turbines, et les États-Unis suivirent dès 1917.
Pour la Royal Navy, la vitesse était une priorité jusqu'à ce que la bataille du Jutland de la mi-1916 montre que dans les croiseurs de bataille trop de blindage avait été sacrifié à sa poursuite. Les Britanniques utilisaient exclusivement des navires de guerre à turbines dès 1906. Parce qu'ils estimaient qu'une grande autonomie de croisière était souhaitable compte tenu de leur empire mondial, certains navires de guerre, notamment de la classe Queen Elizabeth, furent équipés de turbines de croisière à partir de 1912 à, après quelques précédentes installations expérimentales.
Dans l'US Navy, la classe Mahan, lancée en 1935-36, introduit la double réduction. Cette nouvelle augmentation de la vitesse de la turbine par rapport à celle de l'arbre permit à des turbines plus petites de prendre l'avantage sur la réduction simple. Les pressions de vapeur et les températures étaient également progressivement en hausse, allant de 300 psi/425 °F (2,07 MPa/218 °C)(température de saturation) sur la classe classe Wickes de l'ère de la Première Guerre Mondiale à 615 psi/850 °F (4,25 MPa/454 °C) de la vapeur sursaturée (en) sur certains destroyers de classe Fletcher  de la seconde Guerre Mondiale, et les navires suivants,. Une configuration standard émergea, consistant en une turbine haute pression axiale (parfois avec une turbine de croisière associée) et une turbine basse pression double axe, reliée à un  réducteur double. Cet arrangement s'imposa durant toute l'ère de la vapeur dans la Marine américaine et a également été utilisé dans certains plans de la Marine Royale,. Les machines à cette configuration peuvent être vues sur de nombreux navires de guerre préservés de la période de la seconde Guerre Mondiale dans plusieurs pays. Lorsque la construction de navires de la Marine américaine reprit au début des années 1950, la plupart des navires de surface et des porte-avions utilisaient de la vapeur à 1 200 psi/950 °F (8,28 MPa/510 °C), jusqu'à la fin des navires de guerre à vapeur avec la classe Knox du début des années 1970. Les amphibies et les navires auxiliaires ont continué à utiliser de la vapeur à 600 psi (4,14 MPa) après la seconde Guerre Mondiale, avec USS Iwo Jima, lancé en 2001, qui est peut-être le dernier vaisseau à vapeur non-nucléaire construit pour la Marine américaine.

### Propulsion turbo-électrique

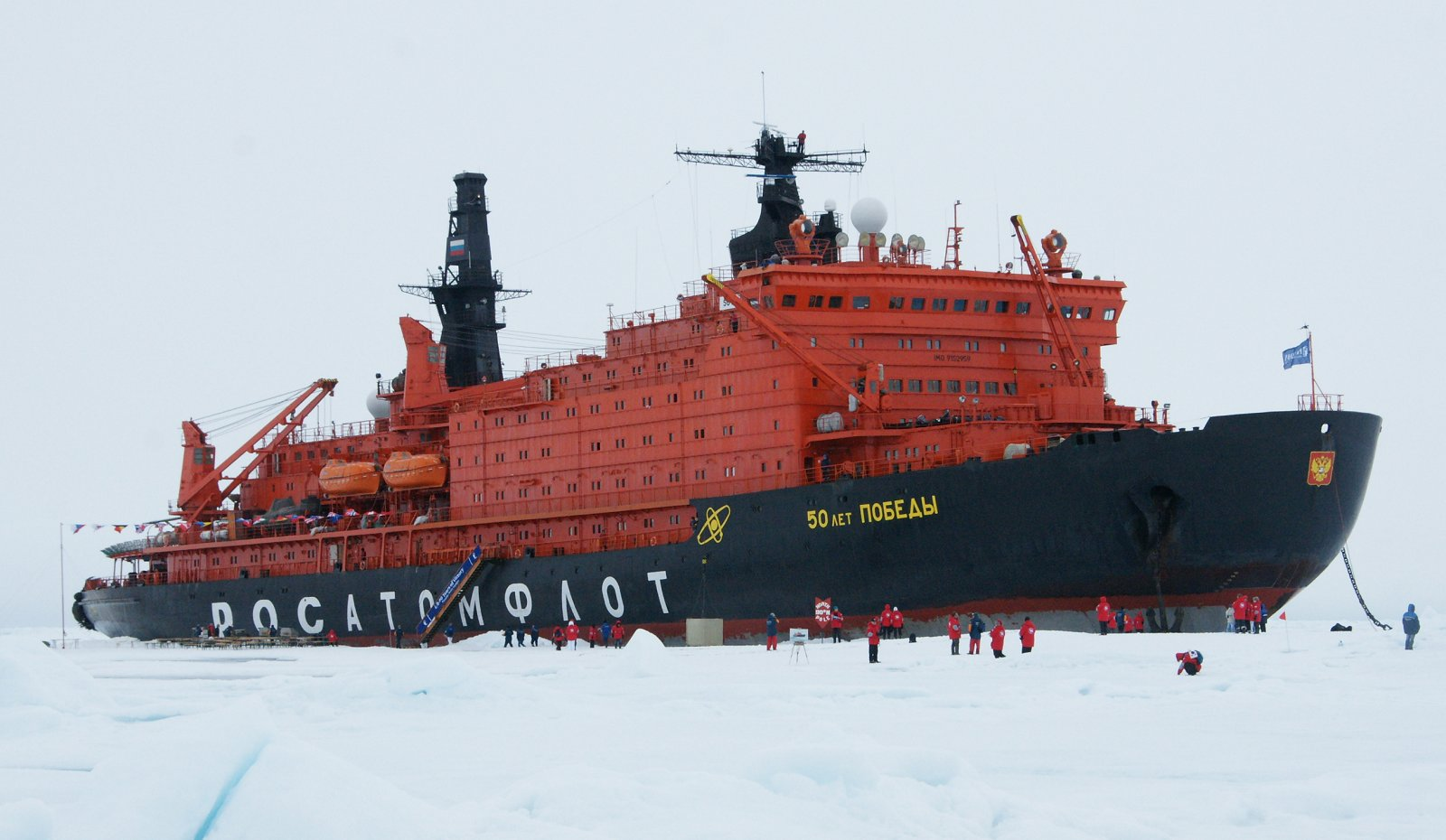
50 Let Pobedy, un brise-glace nucléaire à propulsion turbo-électrique

La propulsion turbo-électrique a été introduite sur le cuirassé USS New Mexico, lancé en 1917. Au cours des huit années suivantes, l'US Navy a lancé cinq autres cuirassés turbo-électriques et deux porte-avions (initialement commandés comme classe Lexington). Dix autres navires importants turbo-électriques étaient prévus, mais annulés à cause des limites imposées par le traité naval de Washington. Bien que le New-Mexico ait été réaménagé avec des turbines à réducteur lors d'une mise à jour en 1931-1933, les autres navires turbo-électriques conservèrent le système tout au long de leur carrière. Ce système utilise deux grandes turbines à vapeur entraînant des génératrices qui entraînent à leur tour des moteurs électriques sur chacun des quatre axes. Le système est moins coûteux que les réducteurs de vitesse et rend les navires plus maniables au port, ayant des arbres capables d'inverser leur rotation rapidement et fournissant plus de puissance qu'avec la plupart des systèmes à engrenages. Certains paquebots ont également été construits avec une turbo-propulsion électrique, ainsi que des transports de troupes et une production de masse de destroyer escorteurs durant la Seconde Guerre mondiale. Toutefois, lorsque les États-Unis conçurent les « cruisers conventionnels », en commençant par l'USS Pensacola lancé en 1927, les turbines à réducteur ont été utilisées pour limiter le poids et sont restées en usage sur tous les navires à vapeur suivants.

### Utilisation actuelle
Depuis les années 1980, les turbines à vapeur ont été remplacées par des turbines à combustion sur les navires rapides et par des moteurs Diesel sur les autres ; avec comme exceptions notoires les navires et sous-marins à propulsion nucléaire et les méthaniers. Certains navires auxiliaires continuent à utiliser la propulsion vapeur. Dans la marine américaine, la propulsion classique à turbine à vapeur est encore en usage sur tous navires d'assaut amphibies de la classe Wasp. L'US Navy exploite également les turbines à vapeur sur leurs porte-avions à propulsion nucléaire de la classe Nimitz et de la classe Gerald R. Ford, ainsi que sur l'ensemble de leurs sous-marins nucléaires (classe Ohio, classe Los Angeles, classe Seawolf, et classe Virginia). La Royal Navy a déclassé sa dernière classe de navires de guerre de surface à vapeur, le HMS Intrepid de la classe Fearless, en 2002. En 2013, la marine française a achevé son ère de la vapeur avec le retrait de sa dernière frégate de la classe Tourville.
Parmi les autres marine de haute-mer, la marine russe opère actuellement un porte-avions à vapeur de la classe Amiral Kouznetsov et des destroyers de la classe Sovremenny. La marine indienne exploite actuellement l'INS Vikramaditya, une modification de la classe Kiev ; elle exploite également trois frégates de la classe Brahmaputra, mises en service au début des années 2000 et deux navires de la classe Godavari, prochainement déclassés.
La plupart des autres forces navales ont mis à la retraite ou remotorisé leurs navires de guerre à vapeur en 2010. En 2017, la JMSDF déclassa son dernier classique à vapeur, le navire classe Shirane JS Kurama. La marine chinoise exploite actuellement des porte-avions russes de la classe Amiral Kouznetsov à vapeur et des destroyers de la classe Sovremenny ; avec également à vapeur, des destroyers de la classe Luda. À compter de 2017, la marine mexicaine exploite actuellement quatre frégates à vapeur de l'ex-classe Knox et de deux frégates à vapeur de l'ex-classe Bronstein. La marine royale thaïlandaise, la marine Égyptienne et la marine de la République de Chine opèrent respectivement une, deux et six frégates de l'ex-classe Knox. La marine péruvienne exploite actuellement l'ancien croiseur néerlandais de la classe De Zeven Provinciën, le BAP Almirante Grau ; la marine équatorienne exploite actuellement deux frégates à vapeur de la classe Condell (classe Leander modifiée).

## Les locomotives
Une locomotive à moteur à turbine à vapeur est une locomotive à vapeur entraînée par une turbine à vapeur.
Les principaux avantages d'une turbine à vapeur dans les locomotives sont un meilleur équilibre de rotation et des coups de marteau réduits sur la voie. Cependant, l'inconvénient principal est le manque de souplesse pour faire varier rapidement la puissance de sortie, de sorte que les locomotives à turbine étaient mieux adaptées pour les trains longue distance avec une puissance de sortie constante.
La première turbine à vapeur ferroviaire a été construite en 1908 pour l'Officine Meccaniche Miani Silvestri Grodona Comi, Milan, Italie. En 1924 Krupp construisit la turbine à vapeur des locomotives T18 001, opérationnelle en 1929, pour la Deutsche Reichsbahn.

## Les tests
Des codes de test britanniques, allemands, nationaux et internationaux sont utilisés pour normaliser les procédures et les définitions employées pour tester les turbines à vapeur. Le choix des codes de test à utiliser résulte d'un accord entre l'acheteur et le fabricant, et a une certaine importance pour la conception de la turbine et des systèmes associés. Aux États-Unis, l'ASME a réalisé plusieurs codes de test de performances des turbines à vapeur. Citons les ASME PTC 6-2004 pour les Turbines à Vapeur isolées, ASME PTC 6.2-2011 pour les Turbines à Vapeur en Cycles Combinés et PTC 6S-1988, les « Procédures de Routine de Test de Performance des Turbines à Vapeur ». Les codes de test de performances ASME ont acquis une reconnaissance et une acceptation internationales pour les essais des turbines à vapeur. La plus importante caractéristique distinctive des codes de tests de performances de l'ASME, y compris PTC 6, est que l'incertitude des tests des mesures de performance indique la qualité de l'examen, et ne doit pas être utilisée comme une tolérance commerciale.